# Binyavanga Wainaina
Binyavanga Wainaina, född 18 januari 1971 i Nakuru i Rift Valley-provinsen, Kenya, död 21 maj 2019 i Nairobi, var en kenyansk författare och journalist.

## Utbildning
Wainanina gick på Moi Primary School i Nakuru, Mangu High School i Thika och Lenana School i Nairobi. Senare studerade han ekonomi vid University of Transkei i Sydafrika, där han bodde 1991. Han avslutade en filosofie magister i kreativt skrivande vid University of East Anglia 2010.

## Karriär
Wainanina grundade Kwani? 2003, det första litterära magasinet i Östafrika sedan 1976. Utöver sitt engagemang som kulturentreprenör, visionär och inspiratör med stor räckvidd var Wainaina författare av romaner och essäer. År 2002 belönades han med Cainepriset, för novellen Discovering Home, nyöversatt till svenska i tidskriften 10TALs Kenyanummer (september 2010). I april 2014 tog Time med Wainaina i sin årliga TIME 100 som en av de "mest inflytelserika personerna i världen". Wainaina skrev även för engelska The East African och The Guardian samt för National Geographic och New York Times i USA.
Hans debutbok, memoarer med titeln One Day I Will Write About This Place, publicerades 2011. I januari 2014 tillkännagav Wainaina offentligt att han var homosexuell, som svar på en våg av anti-gaylagar som antogs i Afrika. Sveriges Radio beskrev honom som "den förste kände kenyan som är öppet gay och kvar i landet". I samband med detta meddelade Wainaina att han arbetade med en dokumentär om ämnet. Han skrev först en uppsats som han beskrev som ett "förlorat kapitel" i sina memoarer från 2011 med titeln "Jag är homosexuell, mamma", och twittrade sedan: "Jag är, för någon som är förvirrad eller tveksam, en homosexuell. Gay och ganska glad."

### Skönlitteratur
- Discovering Home (novell, G21Net, 2001)
- An Affair to Dismember (novell)
- Beyond the River Yei: Life in the Land Where Sleeping is a Disease (fotografisk essä, Kwani Trust), med Sven Torfinn
- One Day I Will Write About This Place: A Memoir (självbiografi, Graywolf Press, 2011)

### Artiklar
- How To Write About Africa (satir, Granta 92 2005)
- Letter From - In Gikuyu, for Gikuyu, of Gikuyu (satir, Granta 103, 2008)
- One day I will write about this place (novell, Granta 114, 2011)
- "Viewpoint: Binyavanga on why Africa's international image is unfair", BBC News Africa, 24 april 2012.
- "How to Write About Africa II: The Revenge", Bidoun, #21 Bazaar II.

#### Fotnoter
1. ↑  Internet Speculative Fiction Database, ISFDB författar-ID: 242919, läst: 9 oktober 2017.[källa från Wikidata]
2. ↑  Gemeinsame Normdatei, läst: 17 december 2014.[källa från Wikidata]
3. ↑  Binyavanga Wainaina, 1971–2019, RIP (på engelska), 22 maj 2019, läs online.[källa från Wikidata]
4. ↑  läs online, www.worldcat.org , läst: 4 februari 2020.[källa från Wikidata]
5. ↑  Voices from Kenya (på engelska), BBC News Online, läs online.[källa från Wikidata]
6. ↑  How To Write About Africa (på engelska), Kwani, läs online.[källa från Wikidata]
7. ↑  läs online, africasacountry.com .[källa från Wikidata]
8. ↑  Previous Winners (på engelska), Cainepriset, läs online, läst: 27 juli 2018.[källa från Wikidata]
9. 1 2  "Voices of Kenya's Voters", BBC News. Läst 2 juli 2021.
10. ↑  ”Binyavanga Wainaina, Pioneering Voice in African Literature, Dies at 48”. NYTimes.com. Arkiverad från originalet den 22 maj 2019. https://web.archive.org/web/20190522203322/https://www.nytimes.com/2019/05/22/obituaries/binyavanga-wainaina-dead.html. Läst 23 maj 2019.
11. ↑  "Binyavanga Wainaina | Biography", Hurston/Wright Foundation. Läst 2 juli 2021.
12. ↑  ”Binyavanga Wainaina by Chimamanda Ngozi Adichie: TIME 100” (på engelska). TIME. 23 april 2014. http://time.com/70795/binyavanga-wainaina-time-100/. Läst 2 juli 2021.
13. 1 2  Wainaina, Binyavanga (19 januari 2014). ”I am a homosexual, mum (A lost chapter from One Day I Will Write About This Place)” (på engelska). Africa is a Country. Arkiverad från originalet den 23 maj 2015. https://web.archive.org/web/20150523071203/http://africasacountry.com/i-am-a-homosexual-mum/. Läst 2 juli 2021.
14. ↑  ”Kenyansk författare kommer ut”. Sveriges Radio. http://sverigesradio.se/sida/artikel.aspx?programid=478&artikel=5764338. Läst 23 januari 2014.
15. ↑  Howden, Daniel (21 januari 2014), "Kenyan writer Binyavanga Wainaina declares: 'I am homosexual'", The Guardian. Läst 2 juli 2021.
16. ↑  BinyavangaW (20 januari 2014). ”I am, for anybody confused or in doubt, a homosexual. Gay, and quite happy.” (på engelska). https://twitter.com/BinyavangaW/status/425397812826611712.